# Sainte-Tulle
,Sainte-Tulle (Santa Túllia en provençal selon la norme classique et Santo Tùli selon la norme mistralienne) est une commune française, située dans le département des Alpes-de-Haute-Provence en région Provence-Alpes-Côte d'Azur.
Dans sa propre présentation, la mairie de Sainte-Tulle met en avant son cadre de vie privilégié et l’environnement provençal typique. La commune est, depuis un siècle, liée à la production électrique, avec plusieurs centrales de production électrique qui se sont construites sur son territoire, plusieurs installations annexes et le Centre de conduite hydraulique de 19 centrales situées dans les vallées de la Durance et du Verdon.
Le nom de ses habitants est Tullésains.

## Géographie

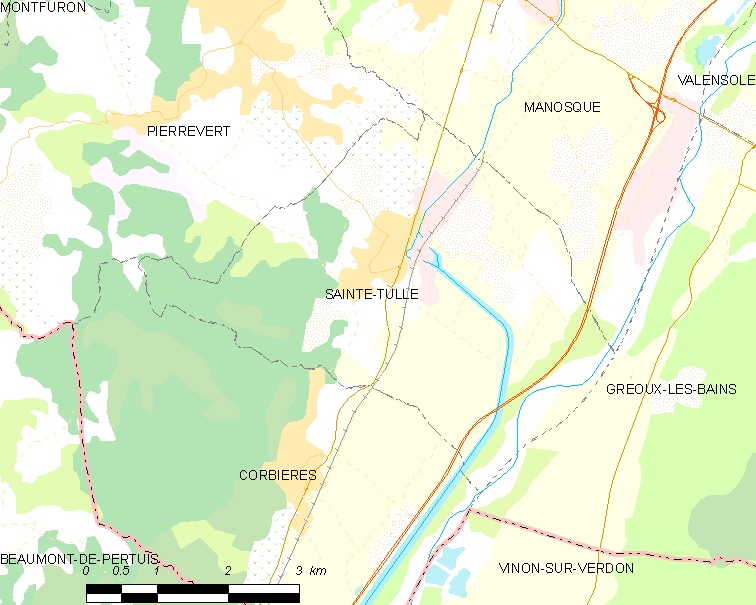
Sainte-Tulle et les communes voisines (Cliquez sur la carte pour accéder à une grande carte avec la légende).

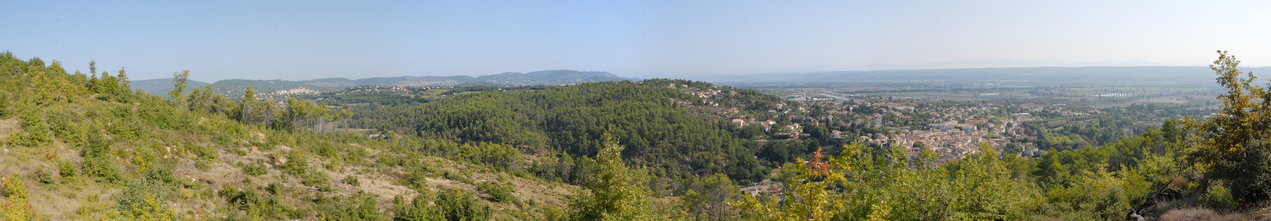
Vue de la commune du sud.

La commune de Sainte-Tulle est située à l'extrême sud du département, avant Corbières et la limite entre les Bouches-du-Rhône et le Vaucluse. Le village est situé à 299 m d’altitude.
Les communes limitrophes de Sainte-Tulle sont Manosque, Pierrevert, Gréoux-les-Bains, Corbières-en-Provence.

### Relief
L'altitude de la mairie de Sainte-Tulle est de 320 mètres environ, l'altitude minimum et maximum de Sainte-Tulle sont respectivement de 269 m et 521 m.	
La superficie de la commune est de 17,07 km2 soit 1 707 hectares.
Les villes et villages proches de Sainte-Tulle sont : Pierrevert à 2,93 km, Corbières à 3 km, Manosque à 5,33 km, Montfuron à 7,77 km et Vinon-sur-Verdon à 7,95 km.

### Climat
Pour des articles plus généraux, voir Climat de Provence-Alpes-Côte d'Azur et Climat des Alpes-de-Haute-Provence.
En 2010, le climat de la commune est de type climat méditerranéen franc, selon une étude du Centre national de la recherche scientifique s'appuyant sur une série de données couvrant la période 1971-2000. En 2020, Météo-France publie une typologie des climats de la France métropolitaine dans laquelle la commune est exposée à un climat méditerranéen et est dans la région climatique Provence, Languedoc-Roussillon, caractérisée par une pluviométrie faible en été, un très bon ensoleillement (2 600 h/an), un été chaud (21,5 °C), un air très sec en été, sec en toutes saisons, des vents forts (fréquence de 40 à 50 % de vents > 5 m/s) et peu de brouillards.
Pour la période 1971-2000, la température annuelle moyenne est de 12,7 °C, avec une amplitude thermique annuelle de 17,5 °C. Le cumul annuel moyen de précipitations est de 718 mm, avec 6 jours de précipitations en janvier et 2,7 jours en juillet. Pour la période 1991-2020, la température moyenne annuelle observée sur la station météorologique de Météo-France la plus proche, « Vinon Sur Verdon », sur la commune de Vinon-sur-Verdon à 8 km à vol d'oiseau, est de 13,4 °C et le cumul annuel moyen de précipitations est de 607,5 mm. 
La température maximale relevée sur cette station est de 44,3 °C, atteinte le 28 juin 2019 ; la température minimale est de −13,5 °C, atteinte le 12 février 2012,,.
Les paramètres climatiques de la commune ont été estimés pour le milieu du siècle (2041-2070) selon différents scénarios d'émission de gaz à effet de serre à partir des nouvelles projections climatiques de référence DRIAS-2020. Ils sont consultables sur un site dédié publié par Météo-France en novembre 2022.

### Environnement
Sainte-Tulle compte 297 ha de bois et forêts, soit 17 % de la superficie communale.

### Voies de communication et transports

#### Voies routières
Sainte-Tulle est située sur l'ancienne RN 96 (actuelle RD 4096), qui relie Château-Arnoux-Saint-Auban à Aubagne.
Sainte-Tulle est à 8 kilomètres de la bretelle autoroutière de Manosque (sortie 18) située sur l'autoroute A51 qui assure une communication rapide vers le sud en direction d'Aix-en-Provence et de Marseille et vers le nord en direction de Gap et de Sisteron.
Les accès secondaires sont assurés par la RD 105 au nord, qui rejoint à Pierrevert.

#### Services autocars

##### Lignes intercommunales
Le village est desservi par une ligne intercommunale.
| Ligne | Parcours                                        |
| ----- | ----------------------------------------------- |
| 123   | Corbières-en-Provence ↔ Sainte-Tulle ↔ Manosque |

##### Lignes scolaires
Des lignes de transports scolaires ont été mises en place pour rallier les 3 collèges de Manosque, les trois lycées de Manosque, le lycée Félix-Esclangon, le lycée des Iscles et le lycée des Métiers-Louis-Martin-Bret ainsi que le collège de Sainte-Tulle. Ces lignes sont financées par la communauté d'agglomération Durance-Luberon-Verdon Agglomération au travers du réseau Trans'Agglo. En plus des lignes existantes du réseau, deux autres ont été rajoutées.
| Ligne | Parcours                             |
| ----- | ------------------------------------ |
| 164 S | Pierrevert ↔ Sainte-Tulle            |
| 169 S | Corbières-en-Provence ↔ Sainte-Tulle |

#### Transports ferroviaires
La gare SNCF la plus proche est celle de Manosque - Gréoux-les-Bains situé à cinq kilomètres de Sainte-Tulle, desservie par les TER de la ligne Lyon-Perrache - Marseille-Saint-Charles (via Grenoble).
La gare TGV la plus proche de Sainte-Tulle est celle d'Aix-en-Provence TGV.

### Risques naturels et technologiques
Aucune des 200 communes du département n'est en zone de risque sismique nul. Le canton de Manosque-Sud-Est auquel appartient Sainte-Tulle est en zone 2 (sismicité moyenne, la plus élevée de France métropolitaine) selon la classification déterministe de 1991, basée sur les séismes historiques
, [ ] (DDRM), 2008, p. 39
, et en zone 4 (risque moyen) selon la classification probabiliste EC8 de 2011. La commune de Sainte-Tulle est également exposée à trois autres risques naturels :
- feu de forêt ;
- inondation (dans la vallée de la Durance) ;
- mouvement de terrain : quelques versants de la commune sont concernés par un aléa moyen à fort[18].La commune de Sainte-Tulle est de plus exposée à deux risques d’origine technologique[19]:
- celui de transport de matières dangereuses, par rail, route et canalisations. Dans le département, la plupart de ces transports livrent des matières premières à destination des usines Arkema de Saint-Auban et Sanofi de Sisteron[20] :
  - en ce qui concerne la voie ferrée, c’est la ligne de Lyon à Marseille (via Grenoble) qui traverse la commune[21] ;
  - l’autoroute A51 et la départementale RD 4096 (ancienne route nationale 96) peuvent être empruntées par les transports routiers de marchandises dangereuses[21] ;
  - enfin, le gazoduc servant à alimenter Digne et Manosque en gaz naturel traverse la commune et constitue donc un facteur de risque supplémentaire[22] ;
- le second risque d’origine technologique est celui de rupture de barrage. En cas de rupture du barrage de Serre-Ponçon, Sainte-Tulle est dans la zone d’inondation spécifique (crue plus importante que la plus importante des crues naturelles de la Durance) : plus de la moitié de la surface de la commune serait submergée, approximativement jusqu’à la cote 320 m, ce qui inonderait toute la zone artisanale, les usines électriques, mais aussi une partie de la zone résidentielle[23].

Le plan de prévention des risques naturels prévisibles (PPR) de la commune a été approuvé en 1994 pour les risques d’inondation, de mouvement de terrain et de séisme, mais la préfecture lui en a prescrit un nouveau en 2006 qui inclut le risque feu de forêt ; le Dicrim existe depuis 2010.
La commune a été l’objet de plusieurs arrêtés de catastrophe naturelle : pour des inondations et des coulées de boue en 2005 et 2011, et pour des mouvements de terrain dus à la sécheresse en 1989 et 1998. L’incendie du 24 juillet 2002 détruit 620 ha de forêt, en touchant également les communes de Corbières et Pierrevert. Dans la liste qui suit, figurent les tremblements de terre fortement ressentis dans la commune. Ils dépassent une intensité macro-sismique ressentie de V sur l’échelle MSK (dormeurs réveillés, chutes d’objets). Les intensités indiquées sont celles ressenties dans la commune, l’intensité peut être plus forte à l’épicentre :
- le séisme du 14 août 1708, d’une intensité ressentie à Sainte-Tulle de VII et dont l’épicentre était situé à Manosque[27],
- le séisme du 20 mars 1812, avec une intensité ressentie de VI et demi et Beaumont-de-Pertuis pour épicentre[28],
- l’essaim de séismes du 11 juin 1909, avec une intensité ressentie de V et Lambesc pour épicentre[29].

### Toponymie
Le nom du village apparaît pour la première fois au XIe siècle (Sancta Tulia), d’après le nom de la martyre Tullia, fille de saint Eucher, sous sa forme occitane, qui a été francisée par la suite.

## Urbanisme

### Typologie
Au 1er janvier 2024, Sainte-Tulle est catégorisée bourg rural, selon la nouvelle grille communale de densité à 7 niveaux définie par l'Insee en 2022.
Elle appartient à l'unité urbaine de Manosque, une agglomération intra-départementale dont elle est une commune de la banlieue,. Par ailleurs la commune fait partie de l'aire d'attraction de Manosque, dont elle est une commune de la couronne,. Cette aire, qui regroupe 30 communes, est catégorisée dans les aires de 50 000 à moins de 200 000 habitants,.

### Occupation des sols
L'occupation des sols de la commune, telle qu'elle ressort de la base de données européenne d’occupation biophysique des sols Corine Land Cover (CLC), est marquée par l'importance des territoires agricoles (61,8 % en 2018), en diminution par rapport à 1990 (68,6 %). La répartition détaillée en 2018 est la suivante : 
terres arables (37,2 %), forêts (18,7 %), zones agricoles hétérogènes (12,7 %), zones urbanisées (9,4 %), cultures permanentes (7,6 %), zones industrielles ou commerciales et réseaux de communication (5,1 %), espaces ouverts, sans ou avec peu de végétation (5 %), prairies (4,3 %).
L'évolution de l’occupation des sols de la commune et de ses infrastructures peut être observée sur les différentes représentations cartographiques du territoire : la carte de Cassini (XVIIIe siècle), la carte d'état-major (1820-1866) et les cartes ou photos aériennes de l'IGN pour la période actuelle (1950 à aujourd'hui).

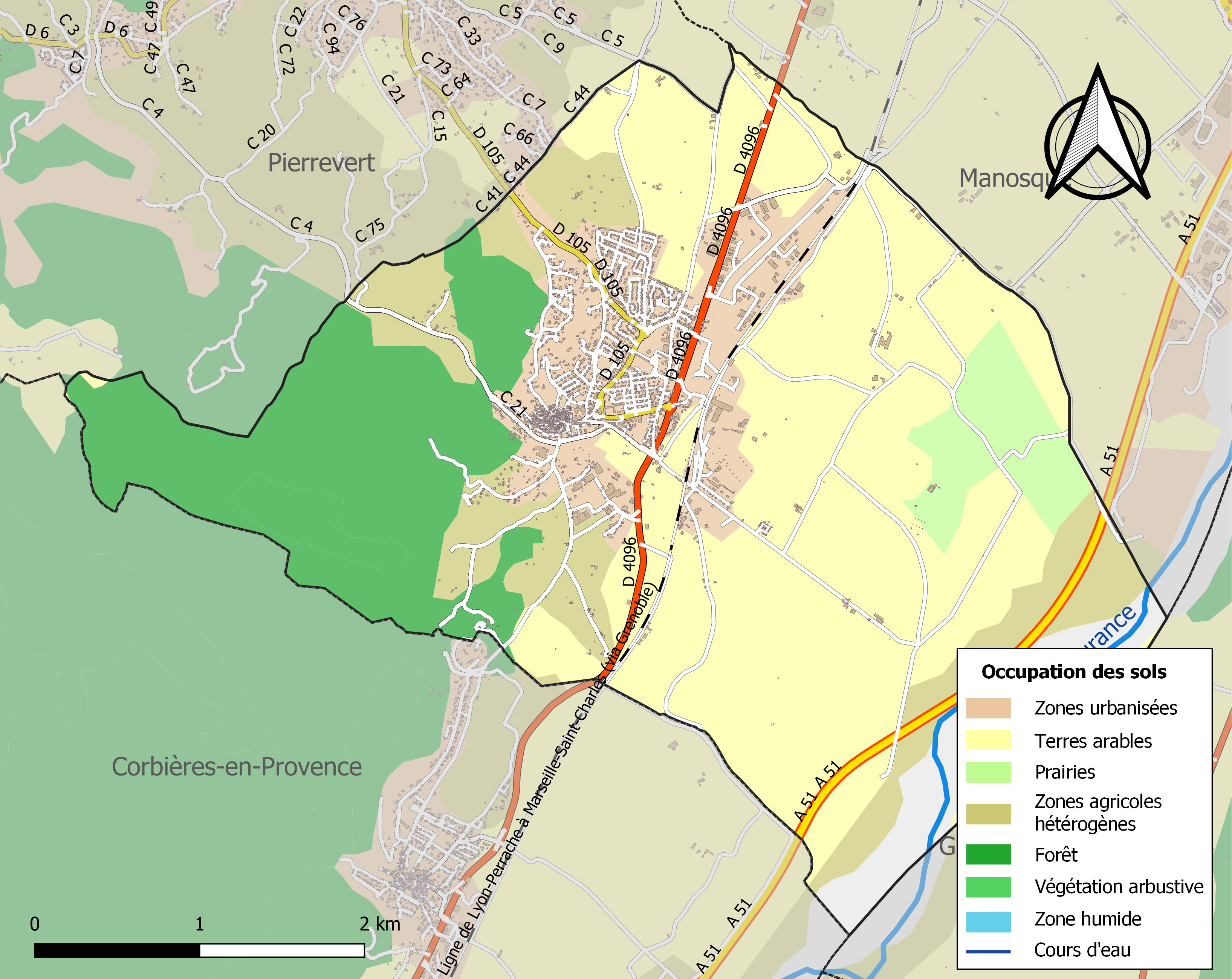
Carte de l'occupation des sols de la commune en 2018 (CLC).

## Histoire

### Préhistoire et Antiquité
La présence humaine à l'époque préhistorique puis pendant la période gallo-romaine à Sainte-Tulle est attestée en de nombreux endroits, tant en colline qu'en plaine, par la présence de vestiges de ces époques (outils en pierre, sépultures, monnaies, poteries...). Le nom romain du village, situé sur un carrefour de routes, peut être Bormonicum.

### Moyen Âge
Alors que le sud-est de la Gaule était une terre burgonde, le roi des Ostrogoths Théodoric le Grand fait la conquête de la région entre la Durance, le Rhône et l’Isère en 510. La commune dépend donc brièvement à nouveau de l’Italie, jusqu’en 526. En effet, pour se réconcilier avec le roi burgonde Gondemar III, la régente ostrogothe Amalasonthe lui rend ce territoire.
Quartorze tombes médiévales ont été découvertes avenue Paul Vaillant-Couturier en octobre 2013.
Du XIe siècle au XVe siècle, l’abbaye Saint-André de Villeneuve-lès-Avignon y possède le prieuré Sainte-Tulle (actuelle chapelle à l’écart du village) et l’église paroissiale Notre-Dame jusqu’au XIIIe siècle.
Le fief de Sainte-Tulle relevait du comté de Forcalquier au XIIe siècle. Lorsque ce comté perd son indépendance en 1209, à la mort de Guillaume II, un de ses neveux, Guillaume de Sabran tente de le relever. Après une lutte de dix ans, il passe un accord à Meyrargues le 29 juin 1220 avec Raimond Bérenger IV, comte de Provence et lui aussi héritier du comté de Forcalquier. Par cet accord, la moitié sud du comté, dont Sainte-Tulle, lui est donnée. Guillaume de Sabran conserve sa moitié de comté jusqu'à sa mort, vers 1250.
Le fief est détenu par les Villemus (XIIIe-XVe siècles), puis les Glandevès (XVIe siècle), les Oraison au XVIe siècle et enfin les Valbelle jusqu’à la Révolution. La communauté relevait de la viguerie de Forcalquier.
Le village est ravagé par la peste noire de 1348 et, quelques décennies plus tard, par le passage répété de bandes de pillards qui anéantissent les derniers survivants. Le village fantôme est repeuplé au milieu du XVe siècle par Jean de Villemus, seigneur de Sainte-Tulle, qui fait venir des paysans du Piémont et de Savoie pour mettre en valeur ses terres et assurer des rentrées fiscales.

### Temps modernes
Pendant les guerres de religion, en avril 1590, la bataille de Sainte-Tulle est particulièrement meurtrière, au passage de la Durance, un peu au-dessous du village, et fait plus de 500 victimes.
En 1609, les sources de Combe Loubière — actuellement quartier de Prévérend — sont captées et leurs eaux sont conduites dans le village par une canalisation de 2 km jusqu'à la fontaine Plus-haute (fontaine Ronde). En 1670, le Grand chemin royal " venant des villes de Marseille et Aix pour aller dans les provinces du Dauphiné et ailleurs " est dévié par le village grâce à un pont à deux arches en pierres de taille de Mane sur le torrent du Chaffère ainsi que, l'année suivante, la construction — aux frais de la communauté — d'un nouveau Grand logis (hôtel-restaurant) pour le compte du seigneur.
L’épidémie de peste de 1720, partie de Marseille, se propagea un peu partout en Provence et emporta en quelques semaines à Sainte-Tulle 426 personnes sur une population de 810 habitants.
Le pont à deux arches sur le Chaffère est emporté par une crue soudaine, le 26 août 1743. Des cultures spéculatives commencent à être pratiquées à Sainte-Tulle dans la deuxième moitié du XVIIIe siècle, comme la sériciculture.

### Révolution française
Durant la Révolution, les terres communales des Iscles de la Durance sont distribuées à tous les habitants en 1792 et le château seigneurial est incendié le dimanche 3 septembre de la même année. La commune compte une société patriotique, créée courant 1791. Elle est affiliée au club des Jacobins de Paris. Pour suivre le décret de la Convention du 25 vendémiaire an II invitant les communes ayant des noms pouvant rappeler les souvenirs de la royauté, de la féodalité ou des superstitions, à les remplacer par d'autres dénominations, la commune change de nom pour Tulle-les-Durance.

### Époque contemporaine

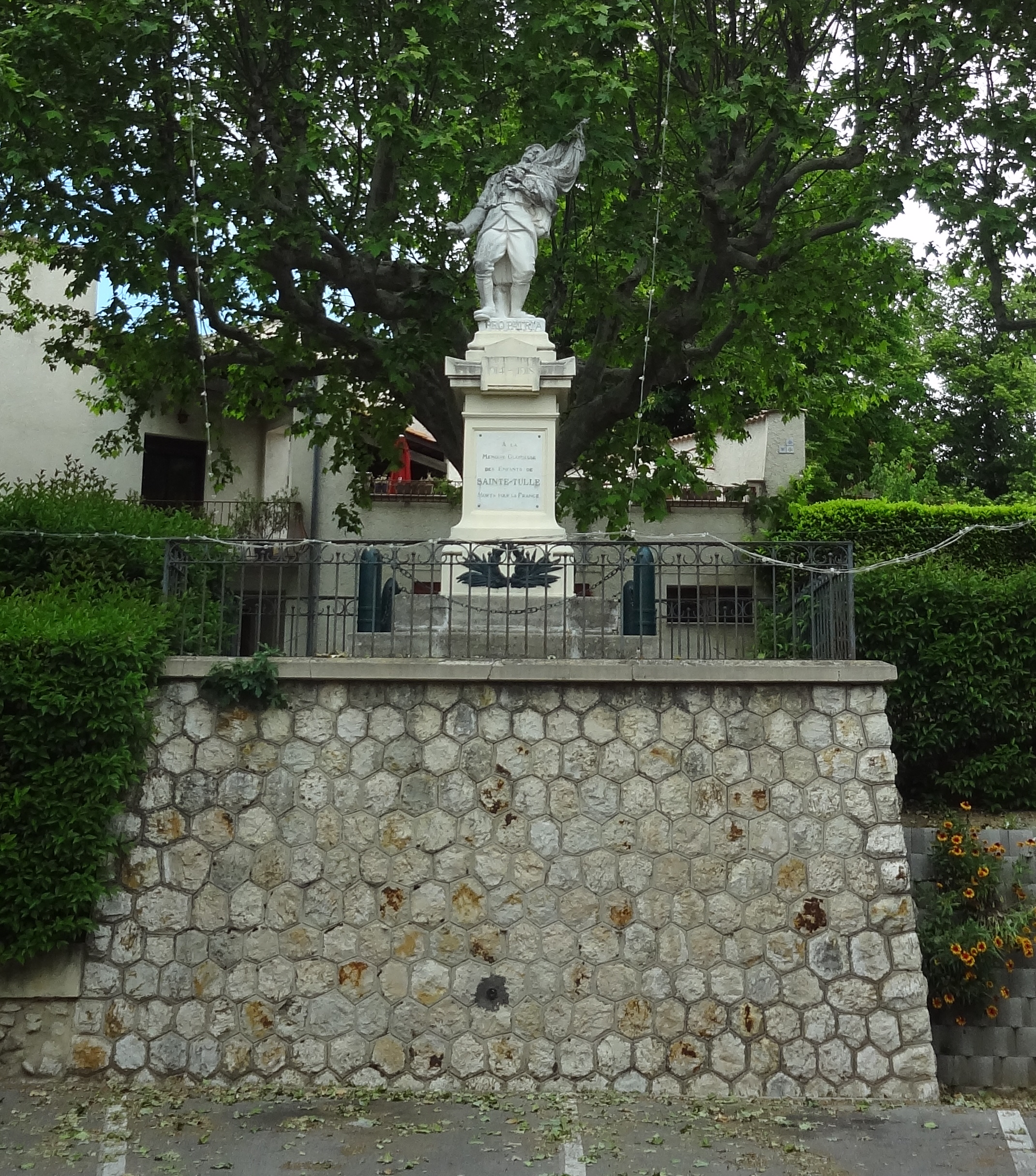
Monuments aux morts de Sainte-Tulle.

La ville s’insurge contre le coup d’État de Napoléon III. 44 personnes furent passées en jugement et 17 d'entre elles condamnées à la déportation en Algérie.
Au XIXe siècle, Sainte-Tulle joue un rôle prééminent dans le domaine de la sériciculture (élevage des vers à soie) avec la réalisation d'une magnanerie expérimentale et la conduite de recherches scientifiques sur les maladies des vers à soie (Eugène Robert).
Comme de nombreuses communes du département, Sainte-Tulle se dote d’une école bien avant les lois Jules Ferry : en 1863, elle en possède déjà une qui dispense une instruction primaire aux garçons, au chef-lieu. La même instruction est donnée aux filles, la loi Falloux (1851) imposant l’ouverture d’une école de filles aux communes de plus de 800 habitants. La commune profite des subventions de la deuxième loi Duruy (1877) pour rénover son école.
La commune devient également un centre de production électrique, avec la construction d’une centrale de production d’électricité thermique en 1919, doublée d’une centrale hydroélectrique en 1922.
L’excellence de sa politique édilitaire en matière d’équipements (théâtre, école, mairie, installations sportives et touristiques) lui vaut le prix du village moderne, en 1931.
Durant la Seconde Guerre mondiale, le canal d'amenée d'eau à la centrale électrique est la cible d'un sabotage des Francs-tireurs et partisans (FTP, résistants communistes) le 19 janvier 1944, journée d'action nationale. Pour préparer le débarquement de Provence, deux équipes Jedburgh sont parachutées les 8 et 9 août afin d’agir sur les arrières allemands, et notamment sur les voies de communication. Disposant du soutien de 3 000 FFI, elles prennent le contrôle de la RN 96 qui permet de remonter la vallée de la Durance de Manosque à Veynes. Au cours des opérations suivant le débarquement, les forces alliées franchissent très tôt les premières défenses allemandes, et se lancent dans de rapides offensives de débordement, afin de couper les voies de retraite à la Wehrmacht. Une colonne, partie le 17 août de Vidauban, franchit la Durance le 20 août au sud de Mirabeau. Le 143e régiment d’infanterie US forme une colonne qui remonte la vallée de la Durance toute la journée du 20 août et libère les villes et villages sur son passage, dont Sainte-Tulle.
La centrale hydroélectrique de 1922 est modernisée et doublée d’une autre, Sainte-Tulle II, en 1965 dans le cadre de l’aménagement hydroélectrique Durance-Verdon. L’ouverture de l’École des métiers (EDF) en 1958 ainsi que la mise en place du Centre de conduite hydraulique des barrages du Verdon et de la Durance en 1981 sont aussi des dates importantes dans l’histoire récente de Sainte-Tulle,. L’école des métiers est fermée en 1997. EDF renforce encore son implantation à Sainte-Tulle au début du XXIe siècle avec la construction d’une centrale solaire photovoltaïque (voir ci-dessous) et un projet d’écocampus.

## Économie

### Aperçu général
En 2009, la population active s’élevait à 1 422 personnes, dont 132 chômeurs (183 fin 2011). Ces travailleurs sont très majoritairement salariés (89 %) et travaillent majoritairement hors de la commune (65 %).
L’économie de Sainte-Tulle se caractérise par un secteur agricole dynamique, un secteur secondaire important où les établissements d’Électricité de France jouent le rôle moteur (avec une centaine d’emplois), et un secteur tertiaire majoritaire.

### Agriculture
Fin 2010, le secteur primaire (agriculture, sylviculture, pêche) comptait 18 établissements actifs au sens de l’Insee (exploitants non-professionnels inclus) et neuf emplois salariés.
Le nombre d’exploitations professionnelles, selon l’enquête Agreste du ministère de l’Agriculture, est en hausse à 24 en 2010. Il était de 21 en 2000, de 36 en 1988. Actuellement, ces exploitants sont essentiellement spécialisés dans les grandes cultures et l’arboriculture.
On trouve également la viticulture dans les autres spécialisations. De 1988 à 2000, la surface agricole utile (SAU) a fortement augmenté, de 595 à 1 360 ha. La SAU a fortement régressé lors de la dernière décennie, mais reste à un niveau supérieur à celui de 1988, à 666 ha.
La vigne, composante de la triade méditerranéenne, est présente anciennement. Au XIXe siècle, le vin produit est destiné à l’autoconsommation, sa qualité permettant de le vendre sur les marchés régionaux. Actuellement, le vin est toujours d’assez bonne qualité. Inclus dans le périmètre du Pierrevert (AOC), le vignoble tullésain occupe 40 ha. Les cépages utilisés sont le grenache noir, le syrah, le mourvèdre (vins rouges), et le cinsault pour les rosés, la moitié de la production étant commercialisée en vente directe au consommateur.
La culture de l’olivier est pratiquée dans la commune depuis des siècles. L’oliveraie de Sainte-Tulle occupait près d’une centaine d’hectares au début du XIXe siècle. Actuellement, elle a régressé mais reste bien présente (entre 1000 et 3500 pieds exploités).
Parmi les activités agricoles, la ville de Sainte-Tulle est réputée pour l'horticulture : la pépinière de Sainte-Tulle, également appelée "serres de Sainte-Tulle", créé en 1980, est le 1er producteur de chrysanthèmes dans les Alpes-de-Haute-Provence (1 hectare dédié). Egalement producteur de plantes vivaces et annuelles, de plants potagers, d'arbres et d'arbustes, elle attire une clientèle régionale ainsi que des personnes de passage.

### Artisanat et industrie
Fin 2010, le secteur secondaire (industrie et construction) comptait 82 établissements, employant 318 salariés.
La production électrique est la principale activité industrielle de la commune. Deux centrales hydroélectrique utilisant les eaux de la Durance sont implantées à Sainte-Tulle. La première, ou Sainte-Tulle I, est construite dans le voisinage immédiat des bâtiments de la centrale utilisant le lignite de la mine de Saint-Maime. Construite en 1922, elle possède une productibilité de 160 GWh. La surélévation de la chambre d’eau en 1979 a porté la hauteur de chute exploitée à 34 m. En 1969, l’usine de Sainte-Tulle II est mise en service, avec une productibilité de 190 GWh et une hauteur de chute de 37 m.
En outre, EDF a mis en service en juin 2010 une centrale solaire photovoltaïque d’une puissance de 5,25 mégawatts en crête occupant 18 hectares.

### Activités de service
Fin 2010, le secteur tertiaire (commerces, services) comptait 158 établissements (avec 278 emplois salariés), auxquels s’ajoutent les quarante établissements du secteur administratif (regroupé avec le secteur sanitaire et social et l’enseignement), salariant 242 personnes.
Les principaux établissements tertiaires de Sainte-Tulle sont le collège public et la maison de retraite.
L’ancienne école des métiers EDF a été transformée en centre de formation Enedis (ex-ERDF), elle accueille des stagiaires d'Enedis tout au long de l'année. L’entreprise Magnitude, qui emploie 22 salariés, est spécialisée dans la surveillance sismique et le conseil sur l’aménagement sismique.
D'après l’Observatoire départemental du tourisme, la fonction touristique est secondaire pour la commune, avec moins d’un touriste accueilli par habitant, la majeure partie de la capacité d'hébergement étant marchande. Plusieurs structures d’hébergement à finalité touristique existent dans la commune :
- au moins deux hôtels en 2008[73] (dont un classé tourisme[74] et un classé deux étoiles[75], l’hôtel classé ayant une capacité de 11 chambres[76]) ;
- plusieurs meublés labellisés[77]et non-labellisés[78] ;
- des chambres d’hôtes[79] ;
- un hébergement collectif (centre de séjours)[80].

Les résidences secondaires apportent un faible complément à la capacité d’accueil : au nombre de 51, elles représentent 3,4 % des logements. Parmi les résidences secondaires, 9 possèdent plus d’un logement,.
On trouve au sein de la commune plusieurs restaurants, tabacs presse & des commerces de proximité.

### Emploi
En 2007 la commune offre environ 930 emplois occupés pour moitié par des tullésains (453).
Le nombre d'actifs tullésains ne travaillant pas sur la commune représente 64,7 % et 46 % des actifs de la commune travaillent dans le département principalement sur Manosque.
Les catégories socio-professionnelles les plus représentées parmi les actifs ayant un emploi sont les professions intermédiaires avec 27,4 %, les employés avec 22,6 % et les ouvriers avec 27,0 %.
Les cadres et professions intellectuelles supérieures représentent 11,4 % des actifs employés.
Le taux de chômage s'élève en 2008 à 9,3 % de la population.
| Zone géographique                   | Cadres et professions intellectuelles | Professions intermédiaires | Employés | Ouvriers |
| ----------------------------------- | ------------------------------------- | -------------------------- | -------- | -------- |
| Sainte-Tulle                        | 11,4 %                                | 27,4 %                     | 22,6 %   | 27,0 %   |
| Moyenne nationale                   | 15,8 %                                | 24,8 %                     | 28,5 %   | 22,9 %   |
| Source : Insee, recensement de 2008 |                                       |                            |          |          |

### Immobilier
La ville de Sainte-Tulle a été touchée par la crise de l'immobilier et a vu le prix du mètre carré des maisons et appartements augmenter notamment dans les quartiers Le Clos et Costebelle.
Requalification : le quartier « Le Clos » vient de bénéficier de travaux d'aménagement et de modernisation des voies. La circulation dans le quartier sera « simplifiée » par l'enlèvement des nombreux éléments de mobilier urbain qui se sont accumulés au fil des ans. Enfin, une roseraie sera créée aux abords du quartier.[Passage à actualiser][réf. nécessaire]

## Sports et loisirs

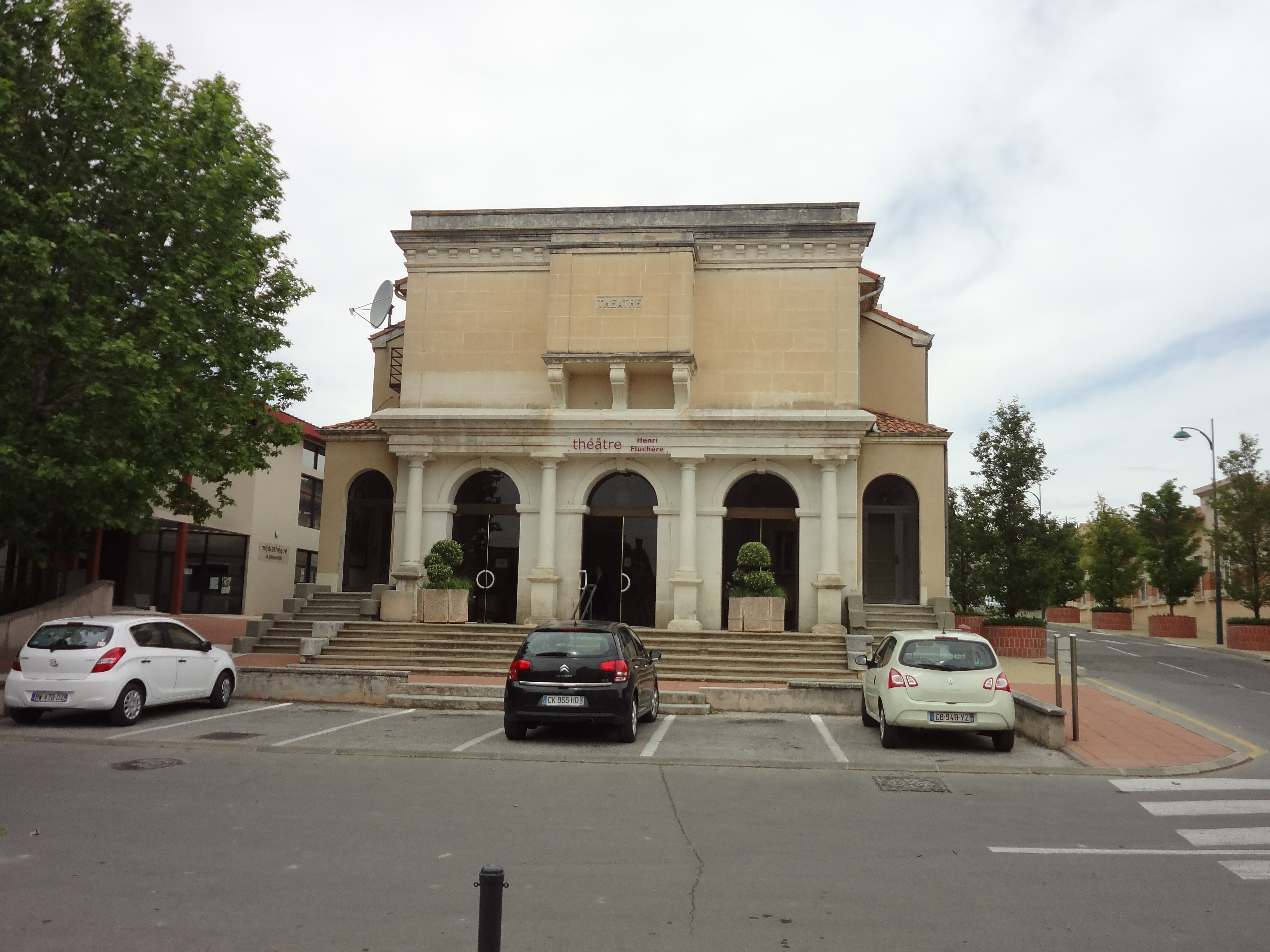
Théâtre Henri-Fluchère.

Depuis 2009 un nouvel établissement culturel, la médiathèque La Passerelle, a ouvert ses portes pour accueillir les fonds de l'ancienne bibliothèque municipale.
La ville de Sainte-Tulle possède un théâtre et cinéma : Henri-Fluchère équipé de la technologie 3D, ainsi qu'un espace socio-culturel Gaston-Vachier.
Sur la commune on trouve un stade de football, une piscine extérieure, un boulodrome, un gymnase, une salle multisports, un court de tennis, un skate park, un terrain de basket ainsi qu’une salle de musculation et d’haltérophilie à côté du gymnase.
Depuis la saison 2016-2017, le club de football de Sainte-Tulle a fusionné avec le club de football de la commune voisine de Pierrevert. Cette fusion a donné naissance au club de l'AFC Sainte-Tulle Pierrevert.

## Politique et administration

### Liste des maires

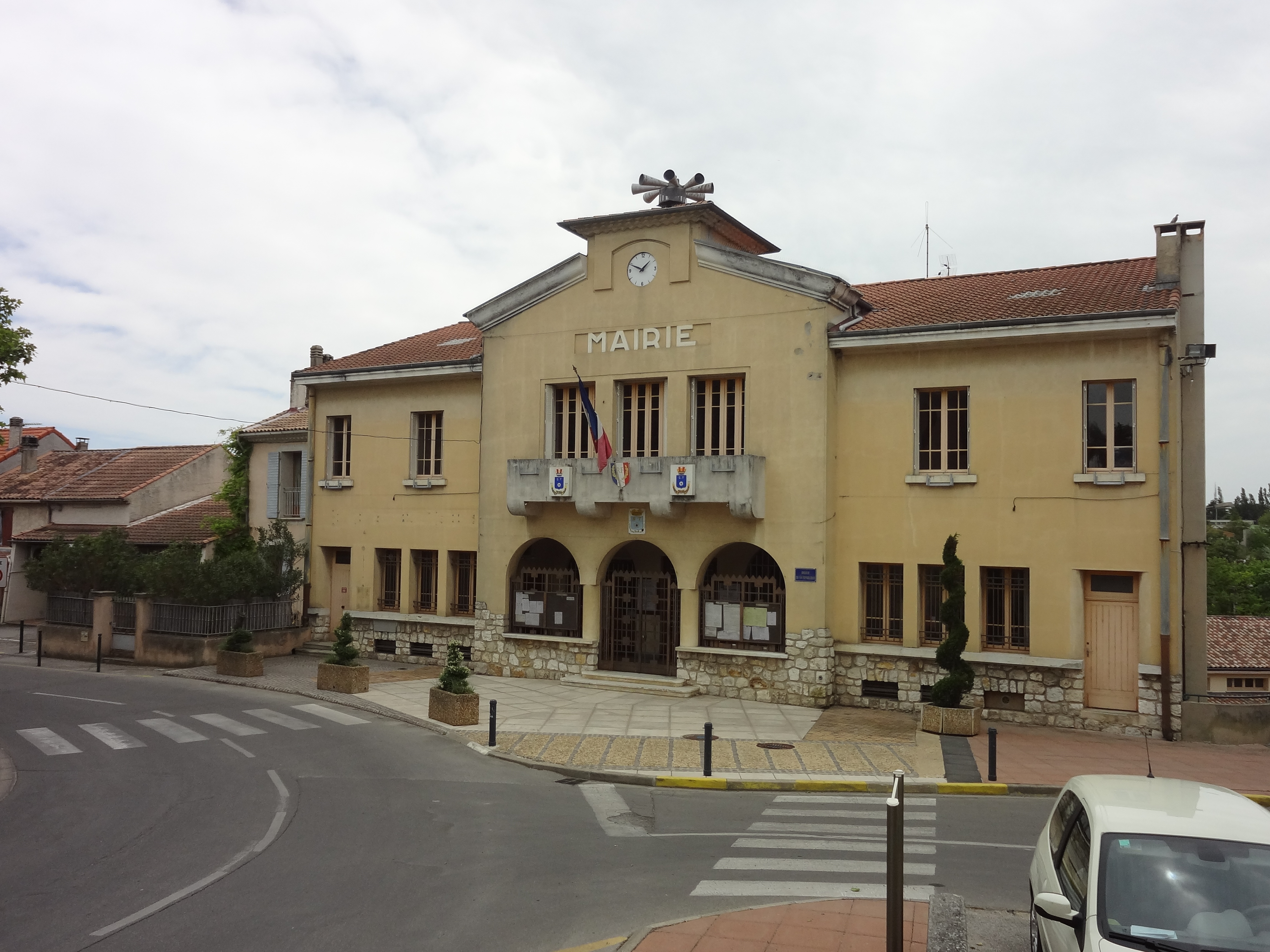
La mairie.

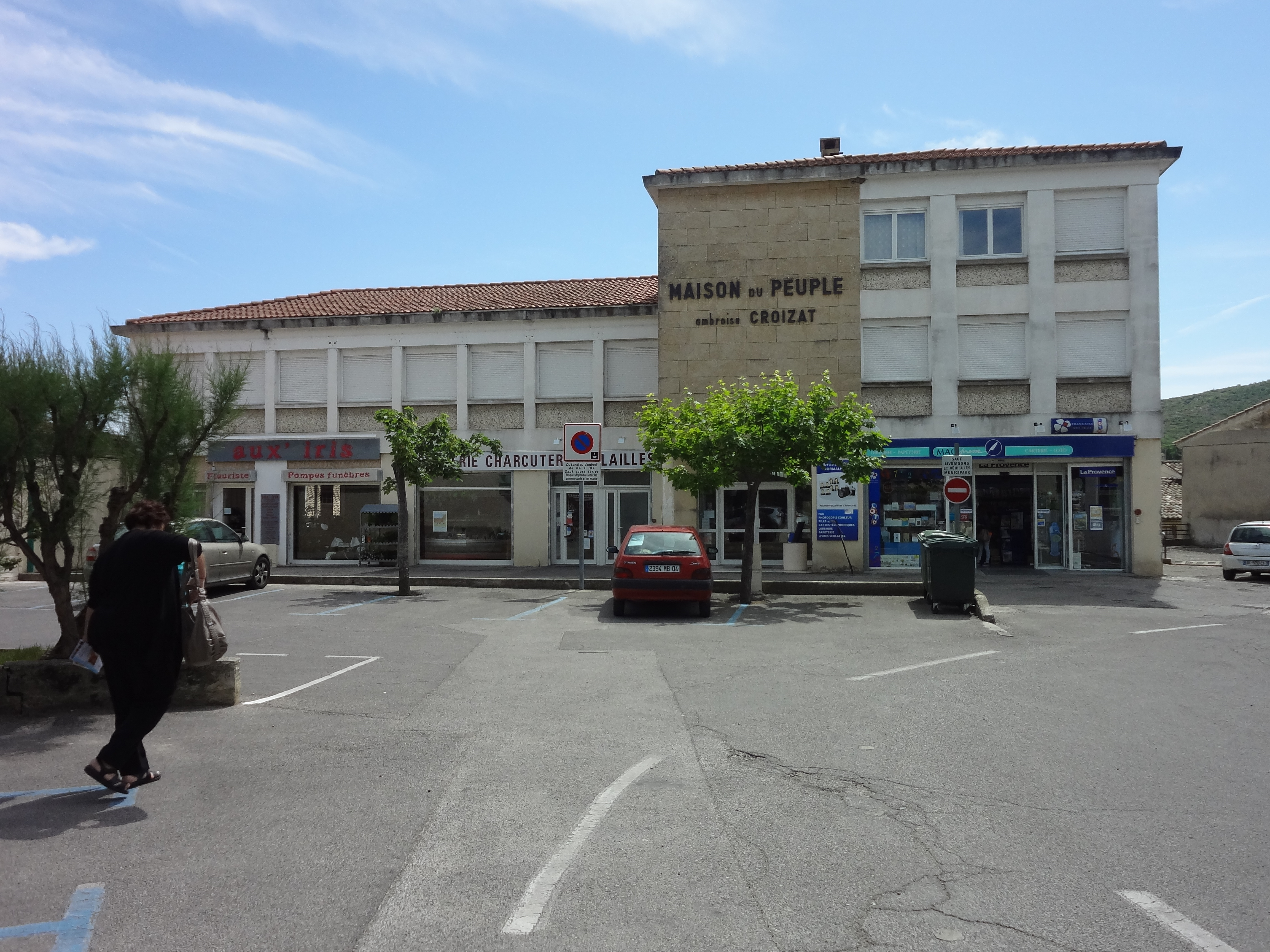
Maison du peuple Ambroise-Croizat.

| Période      | Période      | Identité               | Étiquette    | Qualité |
| ------------ | ------------ | ---------------------- | ------------ | --- |
| 1944         | 1945         | Jean Nicolas           |              | Instituteur, résistant Président du comité local de libération puis élu en mai 1945                                                                  |
| mai 1945     | 1947         | Auguste Boulard        |              | |
| 1947         | 1949         | Émile Gibert           |              | |
| 1949         | mai 1953     | Henri Fluchère         | SFIO         | Professeur de faculté, ancien résistant Conseiller général de Manosque (1945 → 1951)                                                                 |
| mars 1953    | avril 1978   | Pierre Girardot        | PCF          | Ouvrier agricole Député des Basses-Alpes (1956 → 1958) Conseiller général de Manosque (1970 → 1973) Conseiller général de Manosque-Sud (1973 → 1985) |
| 1978         | mars 1989    | Henri Rocca            | PCF          | Conseiller général de Manosque-Sud-Est (1985 → 1992)                                                                                                 |
| mars 1989    | 1997         | Mario De Nadaï         | PCF          | Cadre EDF Conseiller général de Manosque-Sud-Est (1992 → 2003)                                                                                       |
| 1997         | mars 2009    | Yannick Philipponneau, | PCF          | Ingénieur en sécurité nucléaire au CEA Conseiller général de Manosque-Sud-Est (2003 → 2015) Démissionnaire en janvier 2009                           |
| mars 2009    | mars 2014    | Rémy Charpy,           | PCF          | Ingénieur santé-sécurité EDF, ancien premier adjoint                                                                                                 |
| mars 2014    | juillet 2020 | Bruno Poissonnier,     | PS           | Cadre Ingénieur informatique |
| juillet 2020 | En cours     | Jean-Luc Queiras       | LREM puis RE | Ancien premier adjoint |

### Fiscalité
| Taxe                                        | Part communale | Part intercommunale | Part départementale | Part régionale |
| ------------------------------------------- | -------------- | ------------------- | ------------------- | -------------- |
| Taxe d'habitation                           | 6,62 %         | 0,00 %              | 5,53 %              | 0,00 %         |
| Taxe foncière sur les propriétés bâties     | 31,81 %        | 0,00 %              | 14,49 %             | 2,36 %         |
| Taxe foncière sur les propriétés non bâties | 96,81 %        | 0,00 %              | 47,16 %             | 2,36 %         |

La part régionale de la taxe d'habitation n'est pas applicable.
La taxe professionnelle est remplacée en 2010 par la cotisation foncière des entreprises (CFE) portant sur la valeur locative des biens immobiliers et par la contribution sur la valeur ajoutée des entreprises (CVAE) (les deux formant la contribution économique territoriale (CET) qui est un impôt local instauré par la loi de finances pour 2010).

### Intercommunalité
Sainte-Tulle fait partie :
- de 2002 à 2013, de la communauté de communes Sud 04 (dont elle était le siège) ;
- depuis le 1er janvier 2013, de la communauté d'agglomération Durance Luberon Verdon.

### Enseignement
La commune est dotée de cinq établissements d’enseignement :
- quatre écoles : deux primaires école Max Trouche et l'école Paul Eluard et deux maternelles: école Danielle Casanova, école Langevin-Wallon[99] ;
- le collège Pierre-Girardot[100].

Les établissements secondaires publics les plus proches sont le lycée général et technologique Félix-Esclangon, le Lycée polyvalent Les Iscles de Manosque et le lycée professionnel Louis-Martin-Bret à Manosque. On trouve également le collège et lycée privé Saint-Charles à Manosque, et le Lycée international de Manosque.
L'établissement d'études supérieures le plus proche est l’université d’Aix-en-Provence.

### Politique environnementale

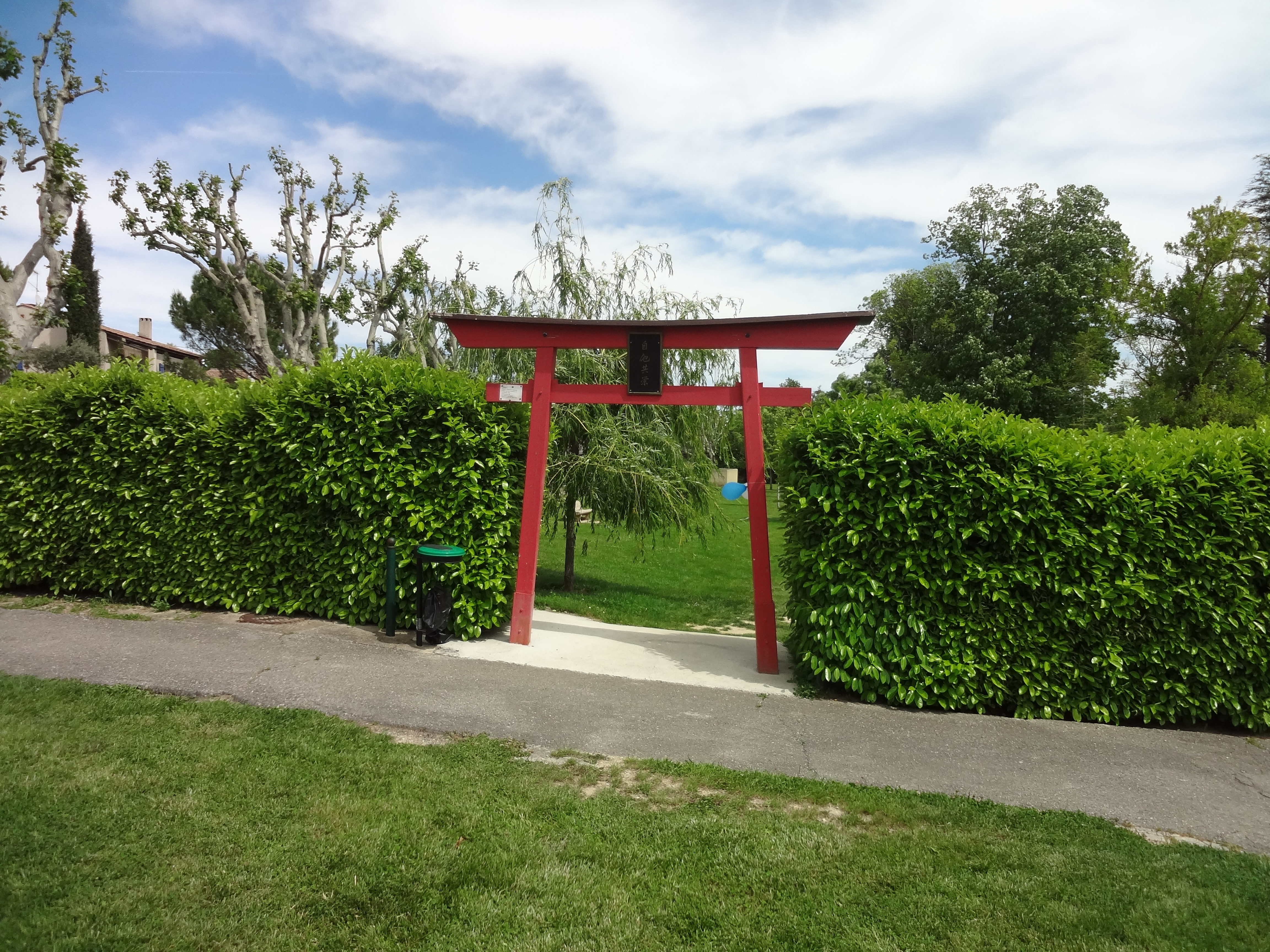
Entrée du parc municipal.

Sainte-Tulle est classé deux fleurs au concours des villes et villages fleuris.
La collecte et traitement des déchets des ménages et déchets assimilés et la protection et mise en valeur de l'environnement se font dans le cadre de la communauté d'agglomération Durance Luberon Verdon.

## Démographie
L'évolution du nombre d'habitants est connue à travers les recensements de la population effectués dans la commune depuis 1720. Pour les communes de moins de 10 000 habitants, une enquête de recensement portant sur toute la population est réalisée tous les cinq ans, les populations de référence des années intermédiaires étant quant à elles estimées par interpolation ou extrapolation. Pour la commune, le premier recensement exhaustif entrant dans le cadre du nouveau dispositif a été réalisé en 2008.

En 2022, la commune comptait 3 530 habitants, en évolution de +3,55 % par rapport à 2016 (Alpes-de-Haute-Provence : +2,84 %, France hors Mayotte : +2,11 %).
| 1720 | 1722 | 1765 | 1793 | 1800 | 1806 | 1821  | 1831  | 1836  |
| ---- | ---- | ---- | ---- | ---- | ---- | ----- | ----- | ----- |
| 810  | 384  | 789  | 741  | 863  | 972  | 1 072 | 1 164 | 1 081 |

| 1841  | 1846 | 1851 | 1856 | 1861 | 1866 | 1872 | 1876 | 1881 |
| ----- | ---- | ---- | ---- | ---- | ---- | ---- | ---- | ---- |
| 1 001 | 924  | 896  | 960  | 887  | 850  | 802  | 790  | 718  |

| 1886 | 1891 | 1896 | 1901 | 1906 | 1911 | 1921  | 1926  | 1931  |
| ---- | ---- | ---- | ---- | ---- | ---- | ----- | ----- | ----- |
| 647  | 636  | 624  | 667  | 662  | 683  | 1 515 | 1 149 | 1 237 |

| 1936  | 1946  | 1954  | 1962  | 1968  | 1975  | 1982  | 1990  | 1999  |
| ----- | ----- | ----- | ----- | ----- | ----- | ----- | ----- | ----- |
| 1 224 | 1 365 | 1 635 | 1 857 | 2 458 | 2 520 | 2 805 | 2 855 | 3 055 |

| 2006  | 2008  | 2013  | 2018  | 2022  | - | - | - | - |
| ----- | ----- | ----- | ----- | ----- | - | - | - | - |
| 3 230 | 3 265 | 3 416 | 3 407 | 3 530 | - | - | - | - |

| 1315    | 1471    |
| ------- | ------- |
| 64 feux | 63 feux |

## Lieux et monuments
Les lavoirs de la fontaine Plus-basse, construits à la fin du XVIIIe siècle et couverts en 1864-1865, sont les plus grands du département. Construits en contrebas de la place Jean-Jaurès, ils comprennent deux galeries :
- l’une de cinq travées contient cinq bassins étroits ; l’eau qui y coule de robinets muraux passe ensuite sous le sol pour rejoindre les bassins transversaux ;
- l’autre galerie, de trois travées, abrite trois longs bassins transversaux.

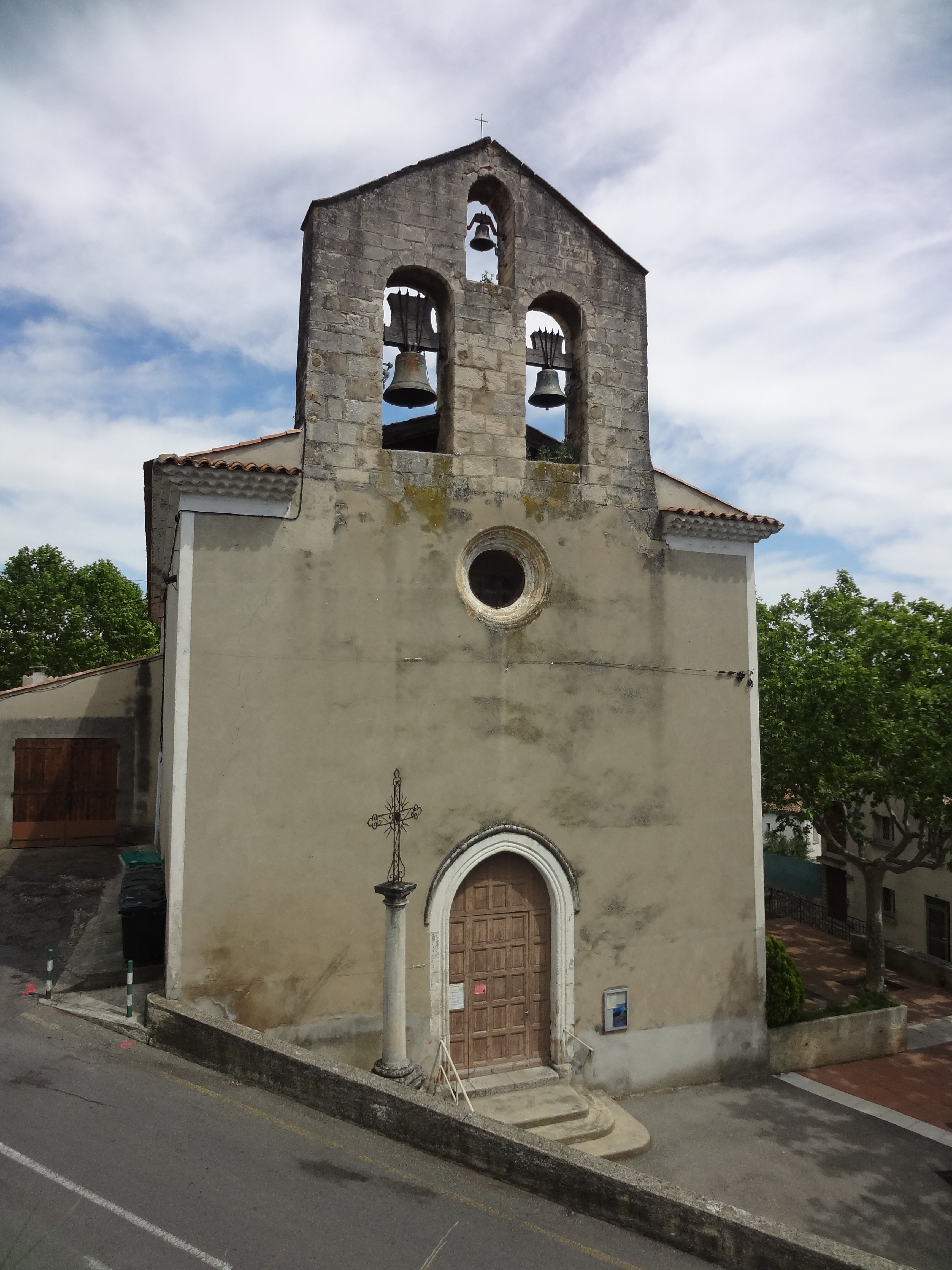
Façade de l’église Notre-Dame de Beauvoir, au village.

Fontaines et lavoirs à Sainte-Tulle.
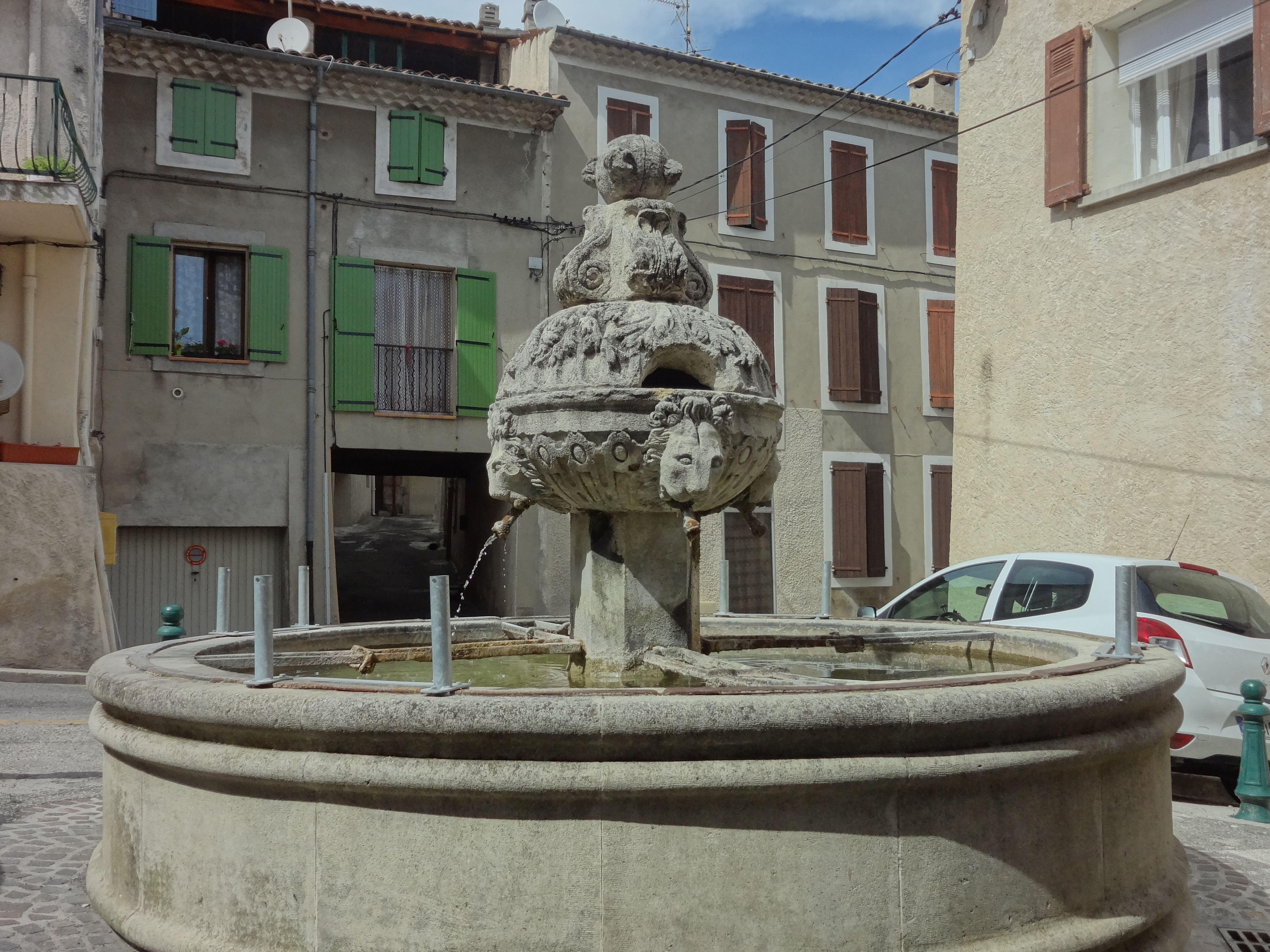
Fontaine Ronde, la plus ancienne.
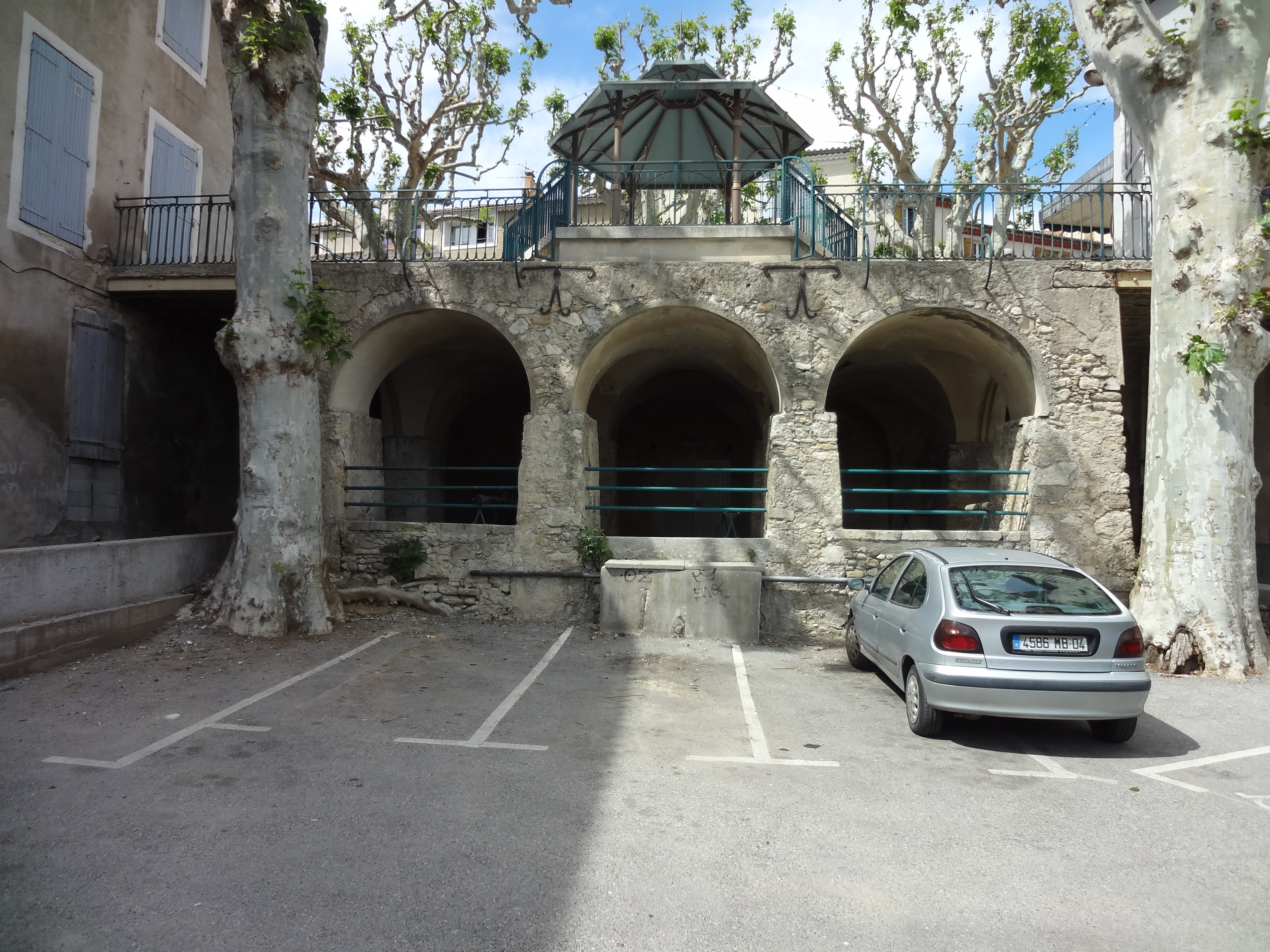
Fontaine Plus-Basse, la plus importante.
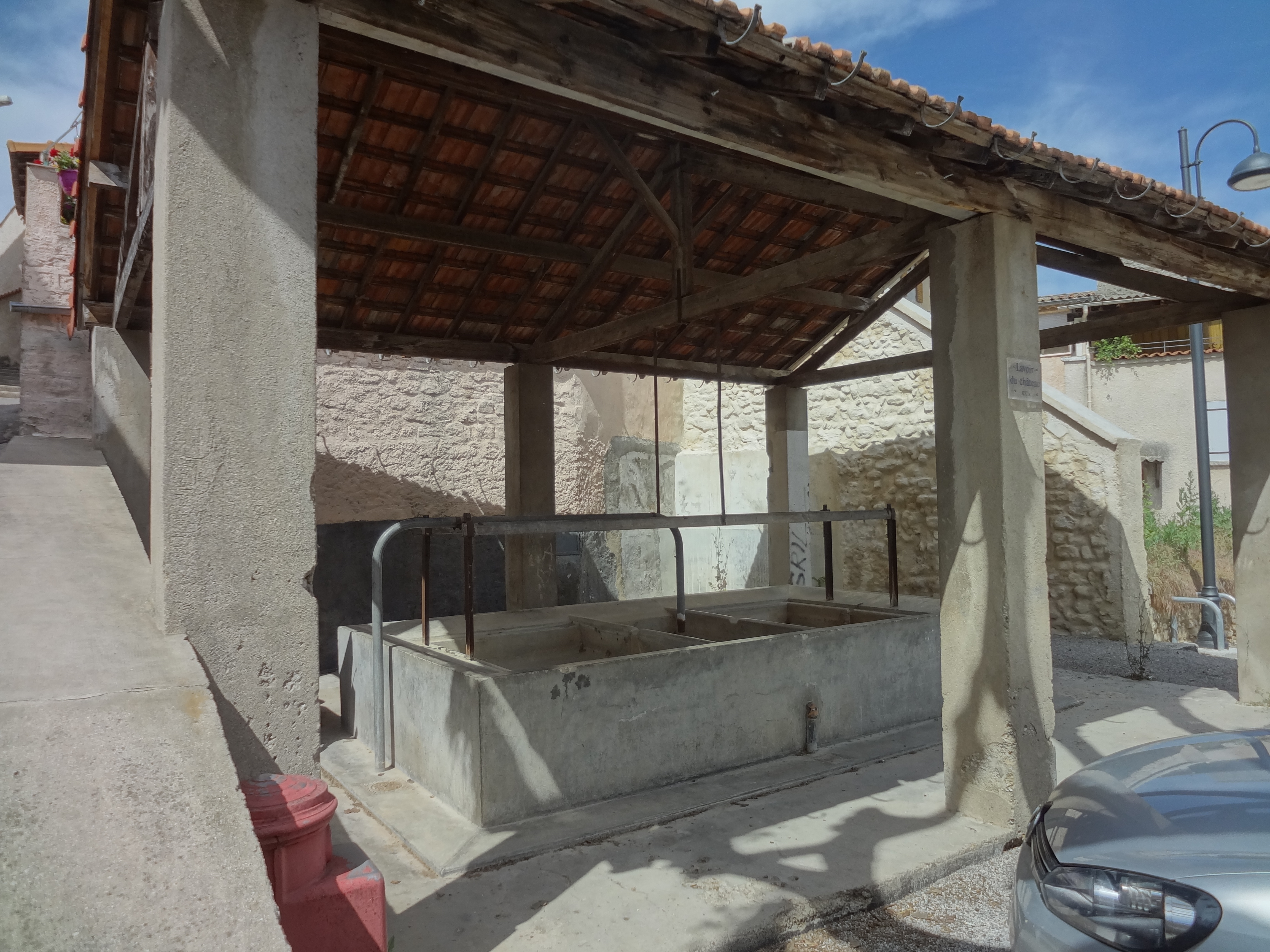
Fontaine du Château.

L’église Notre-Dame de Beauvoir a été construite en 1587, sur le modèle de l’église des Carmes à Manosque, à l'emplacement de l'ancienne église qui s'était effondrée par suite des guerres de religion. Au-dessus de la porte, un grand clocher-arcade supporte trois cloches, dont une est datée de 1603 et classée monument historique au titre objet. Sa nef de quatre travées voûtées d’arêtes, débouchant dans une abside semi-circulaire, placée sous un arc ogival. Elle a des parties du XIVe et du XVIIIe siècle. Cette église est placée sous le vocable de Notre-Dame et de saint Blaise.
- La tour de l'horloge (1544).

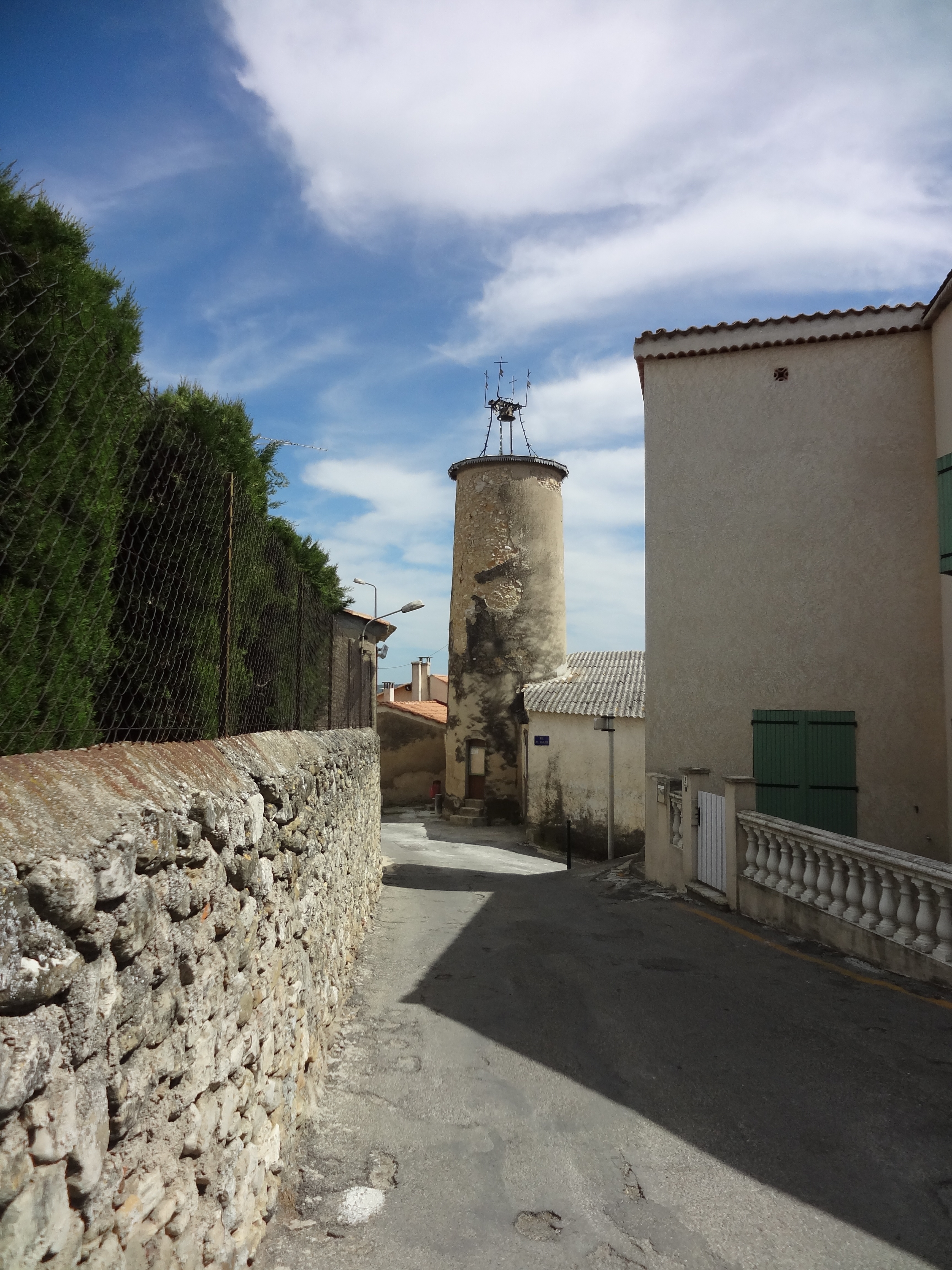
Tour de l’Horloge.

- La fontaine Ronde ou fontaine Plus-haute (1609[108]).
- Le Grand logis et son moulin à huile (1671).
- Le centre Maurice-Mollet (probablement fin XVIIe siècle).
- Chapelles[109] : 
  - l’ancienne chapelle Sainte-Consorce à l’Escale (proche du pont Mirabeau), avait une crypte. Elle a été démolie dans les années 1960 ;
  - Chapelle des Pénitents (face à l’église).
- Le théâtre municipal, la mairie et l'école Max-Trouche construits dans les années 1930.
- Le parc municipal Max-Trouche, lieu de détente et de promenade.
- La fontaine recouverte de mousse derrière les terrains de tennis[110].
- Le boulodrome[111].
- Un ancien kiosque du XIXe siècle

La mairie de Sainte-Tulle abrite un antiphonaire sur vélin daté de 1704,,. Ses deux cents pages sont ornées d'abondantes miniatures polychromes et de lettres dorées à l'or fin. Sa couverture en bois est recouverte de cuir de porc. Il est offert au début du XVIIIe siècle au curé de cette paroisse par son Jacques Bremond, abbé commendataire de Saint-Tulle. Cette œuvre unique est classée monument historique en 1907.

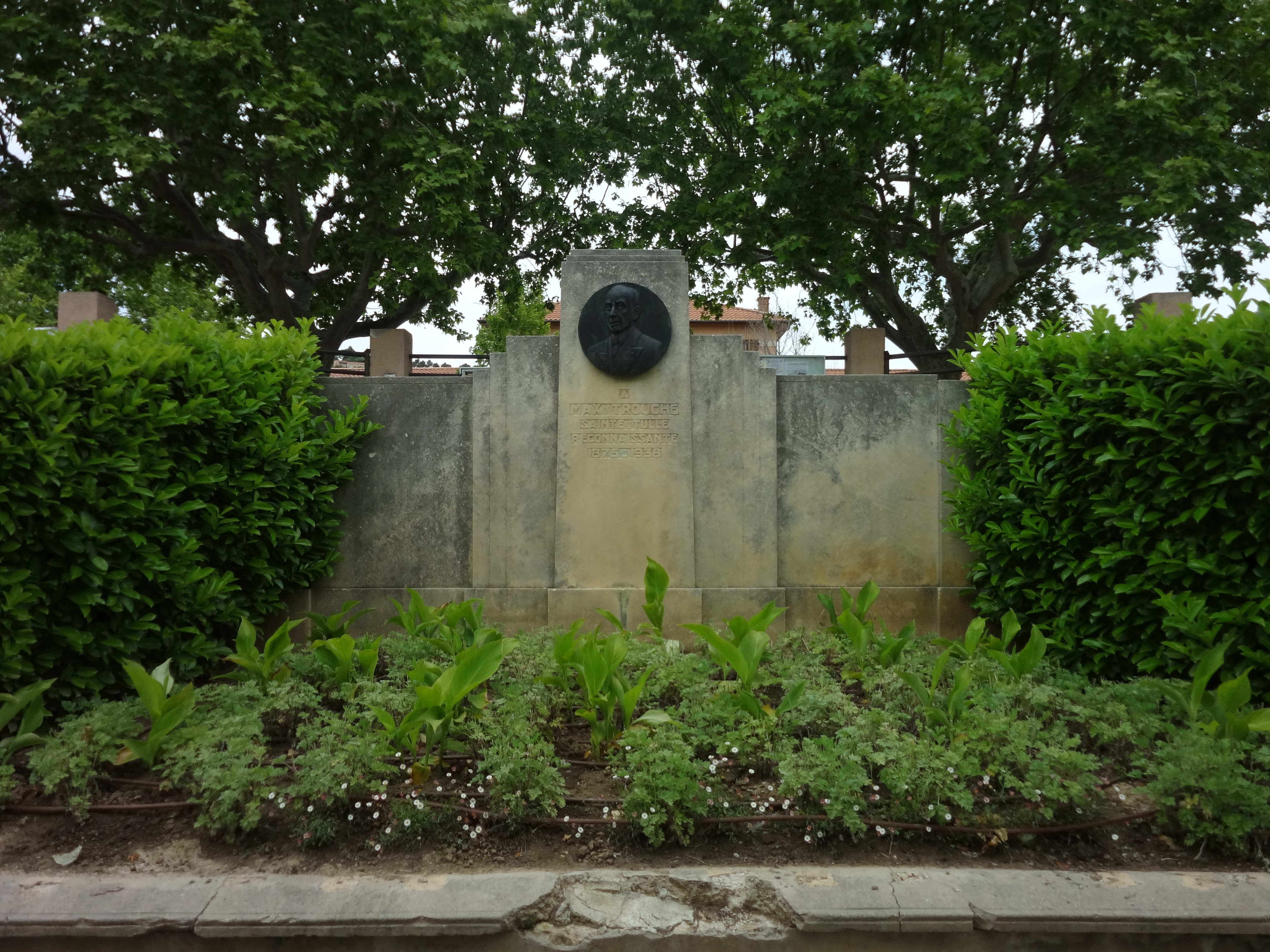
Monument à Max Trouche.

### La chapelle à crypte
La chapelle Sainte-Tulle, au sud du bourg, sur le bord de la Chaffère, est une des quelques chapelles médiévales à crypte en milieu rural de Provence. Les auteurs hésitent entre une datation haute (VIIIe-IXe siècles) ou basse (XIIe siècle (Raymond Collier, mais avec hésitation, étant donné sa construction extrêmement fruste avec peu d’éléments de datation). La documentation n’en fait mention qu’à la fin du XIe siècle au plus tôt, en 1119 de façon certaine.
La chapelle est construite sur un terrain vierge à l’époque, et ses dimensions d'origine, assez vastes, laissent penser à un pèlerinage, le culte de sainte Tulle de Manosque se répandant à cette époque. La crypte est creusée dans le roc. Elle est constituée de trois salles en plein cintre qui ont servi à des inhumations entre le XIIe et le XIVe siècle, les tombes fouillées ayant livré des traces d’abondants bouquets de fleurs déposés sur les défunts. La chapelle fut endommagée puis reconstruite à plusieurs reprises (la dernière fois au XVIIIe siècle). Cette chapelle, vendue pendant la Révolution de 1789 fut rachetée et restaurée par la fabrique de l'église de Sainte-Tulle dans la deuxième moitié du XIXe siècle. Les deux collatéraux qui dataient du Moyen Âge ont été détruits vers 1850. La nef subsistante, à deux travées, débouche dans une abside semi-circulaire en cul-de-four. Il est vraisemblable que la nef ait été plus longue à l’origine. Elle appartient maintenant à la commune.

## Personnalités liées à la commune
- Pierre Girardot, résistant, député, maire de la commune (1953-1978)
- Henri Fluchère (1898-1987), résistant, homme de lettres, mort à Sainte-Tulle.

## Héraldique
| Blason de Sainte-Tulle | Blason  | D'azur aux deux lettres capitales S et T d'or en chef et une rose d'argent en pointe. |
| Blason de Sainte-Tulle | Détails | Le statut officiel du blason reste à déterminer.                                      |